# F-1 Sensation
F-1 Sensation (яп. エフワン センセーション) — разработанная Konami гоночная игра, релиз которой состоялся в 1993 году для Nintendo Entertainment System, в Европе более известная как Formula 1 Sensation. Игра является официально лицензированным продуктом Формулы-1. Игра сильно базируется на F-1 Spirit 3D Special, другом проекте Konami, релиз которого состоялся за несколько лет до этого. Игра является последним оригинальным проектом Konami для платформы NES.